# Else-Elżbieta Pintus
Else-Elżbieta Pintus (ur. 15 września 1893 w Chmielnie, zm. 23 sierpnia 1980 w Berlinie) – Kaszubka żydowskiego pochodzenia, autorka unikatowych wspomnień pt. Moje prawdziwe przeżycia. Meine wahren Erlebnisse z okresu II wojny światowej na Kaszubach.

## Życiorys
Przyszła na świat w rodzinie pochodzenia żydowskiego zamieszkałej na Kaszubach od XIX w. Miała sześcioro rodzeństwa. Matka miała na imię Klara. Gdy w 1919 zmarł ojciec Else, Maks Pintus, kupiec, właściciel m.in. gospodarstwa rolnego i Jeziora Rekowskiego, skarbnik w kartuskim oddziale Kaszubskiego Towarzystwa Ludoznawczego, Else wraz z rodzeństwem prowadziła sklep i warsztat zegarmistrzowski. W latach 30. XX w. rodzina przeprowadziła się do Kartuz, dom rodzinny spłonął. Środki do życia czerpali z dzierżawy jeziora i ziemi. Gdy w 1939 do miejscowości wkroczyli Niemcy, skonfiskowali majątek Pintusów.
W listopadzie 1939 przyjechała do Gdańska, szukając brata Heinza. Mimo braku kwalifikacji pracowała przy żydowskiej Gminie Synagogalnej jako opiekunka osób starszych, a później pielęgniarka. W grudniu 1942 wyjechała z Gdańska i zaczęła ukrywać się w Chmielnie. Korzystała z pomocy dawnych sąsiadów Józefa i Klementyny Stenclów, których odwiedzali liczni letnicy i których część rodziny była nazistami. Stenclowie odwdzięczyli się Else, której rodzina przed wojną odstąpiła im dzierżawę Jeziora Rekowskiego, co istotnie wpłynęło na wzrost ich zamożności. Else ukryła się w domu Stenclów, całymi dniami nic nie robiąc, ewentualnie zabijając czas cerowaniem i szyciem, by nie został usłyszana przez letników czy robotników przebudowującyh dom. Od 1944 Else pod osłoną nocy sprzątała dom i robiła pranie, wspierając powiększoną rodzinę Stenclów. Musiała się ukrywać przez oddziałami SS, które w styczniu 1945 przeczesywały okolicę.
W dniu 25 marca 1945 po raz pierwszy od 3 lat wyszła na dwór. Zamieszkała nad Jeziorem Rekowskim, a później w Kartuzach. W 1947 wyjechała do Niemiec. 
W Niemczech spisywać wspomnienia. Maszynopis był przechowywany w Leo Baeck Institute w Nowym Jorku. W 2005 Józef Borzyszkowski i Instytut Kaszubski doprowadzili do wydania polskiego przekładu, który ukazał się jako Moje prawdziwe przeżycia. Meine wahren Erlebnisse. To unikatowy materiał dla osób badających okres II wojny światowej w Kartuzach, Gdańsku i Chmielnie. Autorka opisała m.in. konflikty wewnątrz gminy żydowskiej. Praca liczy ponad 300 stron i zawiera tekst w języku polskim i niemieckim. Wstęp o żydowskiej społeczności Gdańska i Kaszub napisał Borzyszkowski.
W 1971 zapisała nieruchomość rodzinną w Chmielnie córce Stenclów – Dorocie Pryczkowskiej. Nie wystąpiła o nadanie Stenclom tytułu Sprawiedliwy wśród Narodów Świata, choć starał się o to Józef Borzyszkowski ze Zrzeszenia Kaszubsko-Pomorskiego, ale bezskutecznie.